# Maipú partido
Maipú egy partido (körzet) Argentínában a Buenos Aires tartományban. A fővárosa Maipú.

## Települések
| - Maipú - Las Armas - Santo Domingo | Parajes - Segurola - Monsalvo |